# Царство Дине
Царство сто првог века нове ере обухвата читаву галаксију, преко десет хиљада система и небројене планете, од којих је најважнија по само постојање Царства Дина. Царством тренутно влада кућа Корино, на челу са Царем падишахом Шадамом Четвртим. Војска Царства су немилосрдни Сардаукари са палнете Салусе Секундус, и царева су лична гарда. Царство ће, после присилне абдкације Шадама Четвртог, преузети Пол Атреид, познатији као Муад'Диб. После Пола, на престо сутупа његов син, Лето Други Атреид. Лето ће владати наредних три хиљаде година, што му је омогућило његово мутирано обличје - тело хибрида човека и Беликог црва. 
Пандан Царству је савез Великих кућа Ландсраада. Савез и Царство ограничавају власт једно другом, те је политичка вага у галаксији константно у стању мировања - рата нема већ вековима, још од Батлеријанског Џихада.